# 비밀의 숲 테라비시아
비밀의 숲 테라비시아(Bridge to Terabithia)는 뉴베리상 수상작이며 캐서린 패터슨의 아동 문학이다. "테라비시아"라는 상상의 왕국을 만드는 두 명의 고독한 아이들의 이야기를 그린다. 세계에서 24개 언어로 번역되어 500만부 이상 판매되었으며, 두 차례 영화화되었다. 미국에서는 학교 수업에서도 다루어지고 있다.